# 野村正人
野村 正人（のむら まさと、1952年-　）は、フランス文学者、学習院大学教授。東京農工大学名誉教授。専門は、19世紀フランス文学と挿絵・諷刺画などの視覚文化。
1978年東京大学教養学部フランス分科卒業、同大学院人文科学研究科博士課程を経て、1993年パリ第4大学で文学博士号を取得。東京農工大学助教授、教授（退職後、名誉教授）を経て、学習院大学文学部フランス語圏文化学科教授。2015年『諷刺画家グランヴィル』で芸術選奨文部科学大臣賞受賞。

## 著書
- 『諷刺画家グランヴィル テクストとイメージの19世紀』水声社 2014

### 翻訳
- パトリック・バルビエ『カストラートの歴史』筑摩書房 1995　のち学芸文庫
- ベルナール・コマン『パノラマの世紀』筑摩書房 1996
- 『ゾラ・セレクション 金』藤原書店 2003
- 『ロラン・バルト著作集　テクスト理論の愉しみ 1965-1970』みすず書房 2006

## 注
1. ↑  『諷刺画家グランヴィル』著者紹介